# Plantago popovii
Plantago popovii är en grobladsväxtart som beskrevs av N. N. Tzvelev. Plantago popovii ingår i släktet kämpar, och familjen grobladsväxter. Inga underarter finns listade i Catalogue of Life.